# Atletica leggera ai Giochi della XXVIII Olimpiade - 1500 metri piani femminili

Video della Finale (telecronaca in inglese)

Video della Finale (telecronaca in francese)

La competizione dei 1500 metri femminili è stata una delle 23 gare previste nel programma di atletica leggera femminile ai Giochi della XXVIII Olimpiade svoltisi ad Atene nel 2004.

## Presenze ed assenze delle campionesse in carica
| Competizione         | Atleta            | Prestazione | Atene 2004   |
| -------------------- | ----------------- | ----------- | ------------ |
| Olimpiadi 2000       | N. Mérah-Benida   | 4'05”10     | Presente     |
| Commonwealth 2002    | Kelly Holmes      | 4'05”99     | Presente     |
| Europei 2002         | Süreyya Ayhan     | 3'58”79     | Squalificata |
| Coppa del mondo 2002 | Süreyya Ayhan     | 4'02”57     | Squalificata |
| Asiatici 2002        | Sunita Rani       | 4'06”03     | Assente      |
| Panamericani 2003    | Adriana Muñoz     | 4'09”57     | Assente      |
| Africani 2003        | Kutre Dulecha     | 4'21”63     | Presente     |
| Mondiali 2003        | Tat'jana Tomašova | 3'58”52     | Presente     |
|                      |                   |             |              |
| Mondiali junior 2000 | Abebech Negussie  | 4'19”93     | Non selez.   |

1. ↑  Sotto la bandiera della Gran Bretagna.

## La gara
La campionessa uscente, Nouriah Mérah-Benida, non si presenta ai blocchi della sua batteria.

Kelly Holmes, fresca vincitrice degli 800, corre con grande sicurezza batteria e semifinale. Ol'ga Egorova, imbattuta durante la stagione, si qualifica coi ripescaggi.

In finale, Natal'ja Evdokimova si pone in testa al gruppo, decisa a fare il ritmo. Alla campanella la russa precede Lidia Chojecka e Tat'jana Tomašova. Kelly Holmes è nella retroguardia. La britannica risale lungo il rettilineo opposto a quello d'arrivo, fino alla quinta posizione. Guadagnando posizioni su posizioni, arriva alle spalle della Evdokimova alla fine dell'ultima curva. Sul rettilineo finale non le lascia scampo e va a vincere. La Evdokimova è attaccata anche dalla Tomašova e da Maria Cioncan, che la superano negli ultimi metri prima del traguardo, scalzandola così dal podio.
Tutte le prime cinque classificate hanno stabilito il proprio record personale.

Kelly Holmes è la terza donna a centrare la doppietta 800/1500 alle Olimpiadi, dopo Tatiana Kazankina (Montréal 1976) e Svetlana Masterkova (Atlanta 1996). Ed è anche l'atleta più matura ad aver vinto entrambe le specialità.

## Risultati

### Turni eliminatori
| 3 Batterie   | 24 agosto | 48 partenti    | Si qualificano le prime 5 + i 9 migliori tempi. |
| 2 Semifinali | 26 agosto | 12 + 12        | Si qualificano le prime 5 + i 2 migliori tempi. |
| Finale       | 28 agosto | 12 concorrenti |                                                 |

### Finale
Stadio olimpico, sabato 28 agosto, ore 20:30.
| Pos | Paese         | Atleta              | Tempo   |
| --- | ------------- | ------------------- | ------- |
|     | Gran Bretagna | Kelly Holmes        | 3'57"90 |
|     | Russia        | Tat'jana Tomašova   | 3'58"12 |
|     | Romania       | Maria Cioncan       | 3'58"39 |
| 4   | Russia        | Natal'ja Evdokimova | 3'59"05 |
| 5   | Bulgaria      | Daniela Jordanova   | 3'59"10 |
| 6   | Polonia       | Lidia Chojecka      | 3'59"27 |
| 7   | Polonia       | Anna Jakubczak      | 4'00"15 |
| 8   | Turchia       | Elvan Abeylegesse   | 4'00"67 |
| 9   | Canada        | Carmen Douma-Hussar | 4'02"31 |
| 10  | Spagna        | Natalia Rodríguez   | 4'03"01 |
| 11  | Russia        | Ol'ga Egorova       | 4'05"65 |
| 12  | Marocco       | Hasna Benhassi      | 4'12"90 |